# Squadra dell'Estremo Oriente
La Squadra dell'Estremo Oriente (Division navale d'Extrême-Orient o Escadre de l'Extrême-Orient o Division navale des Mers de Chine et du Japon) era un gruppo navale della Marina nazionale francese tra il 1870 e il 1940.

## Contesto
Tra il 1870 e il 1940, la Marina francese aveva tre componenti principali:
- le forze navali metropolitane. Avevano sede nei principali porti militari (come Tolone, Brest, Cherbourg) e il loro compito era quello di assicurare la difesa delle acque territoriali francesi contro le minacce esterne
- le forze navali nelle colonie. Il loro compito era quello assicurare la difesa marittima delle colonie, sotto la responsabilità di un governatore generale. L'azione delle forze navali coloniali si limitava a operazioni di polizia e di sorveglianza
- le divisioni navali d'oltremare. I loro compiti erano quelli di esporre la bandiera francese nei porti stranieri, assicurare una presenza permanente per proteggere gli interessi francesi, sostenere l'azione delle ambasciate e dei consoli di Francia. Durante la Terza Repubblica, queste divisioni navali comprendevano:
  - la Divisione navale di Levante (Vicino Oriente), nel Mediterraneo orientale
  - la Stazione navale d'Islanda
  - la Stazione del Río de la Plata, nell'Atlantico meridionale
  - la Divisione navale della Cocincina
  - la Divisione navale dell'Estremo Oriente, talvolta chiamata Divisione navale dei mari della Cina e del Giappone.

Nella storia della Divisione navale dell'Estremo Oriente si possono distinguere tre periodi:
- 1870-1893, durante il quale fu protagonista di numerosi interventi, non solo per condurre la guerra con la Cina (principalmente sotto il comando del contrammiraglio Amédée Courbet), ma anche per proteggere le missioni cattoliche (nel 1891, sotto il comando del contrammiraglio Gustave Besnard) e le concessioni francesi in Cina
- 1894-1915, durante il quale, a partire dalla guerra del 1894 tra Cina e Giappone, si evidenziò un notevole squilibrio tra le missioni assegnatele e gli insufficienti mezzi a sua disposizione
- 1918-1940, durante il quale la Francia, uscita vittoriosa ma sfinita dalla prima guerra mondiale, non aveva più i mezzi per condurre una politica ambiziosa in Asia orientale. Di fronte all'ascesa del nazionalismo cinese e dell'imperialismo giapponese, la Divisione navale dell'Estremo Oriente cercò comunque di proteggere gli interessi della Francia ovunque fossero minacciati.

Il principale conflitto armato in cui la Divisione navale dell'Estremo Oriente fu coinvolta fu la guerra franco-cinese del 1883-1885.

## La Squadra dell'Estremo Oriente durante la guerra franco-cinese

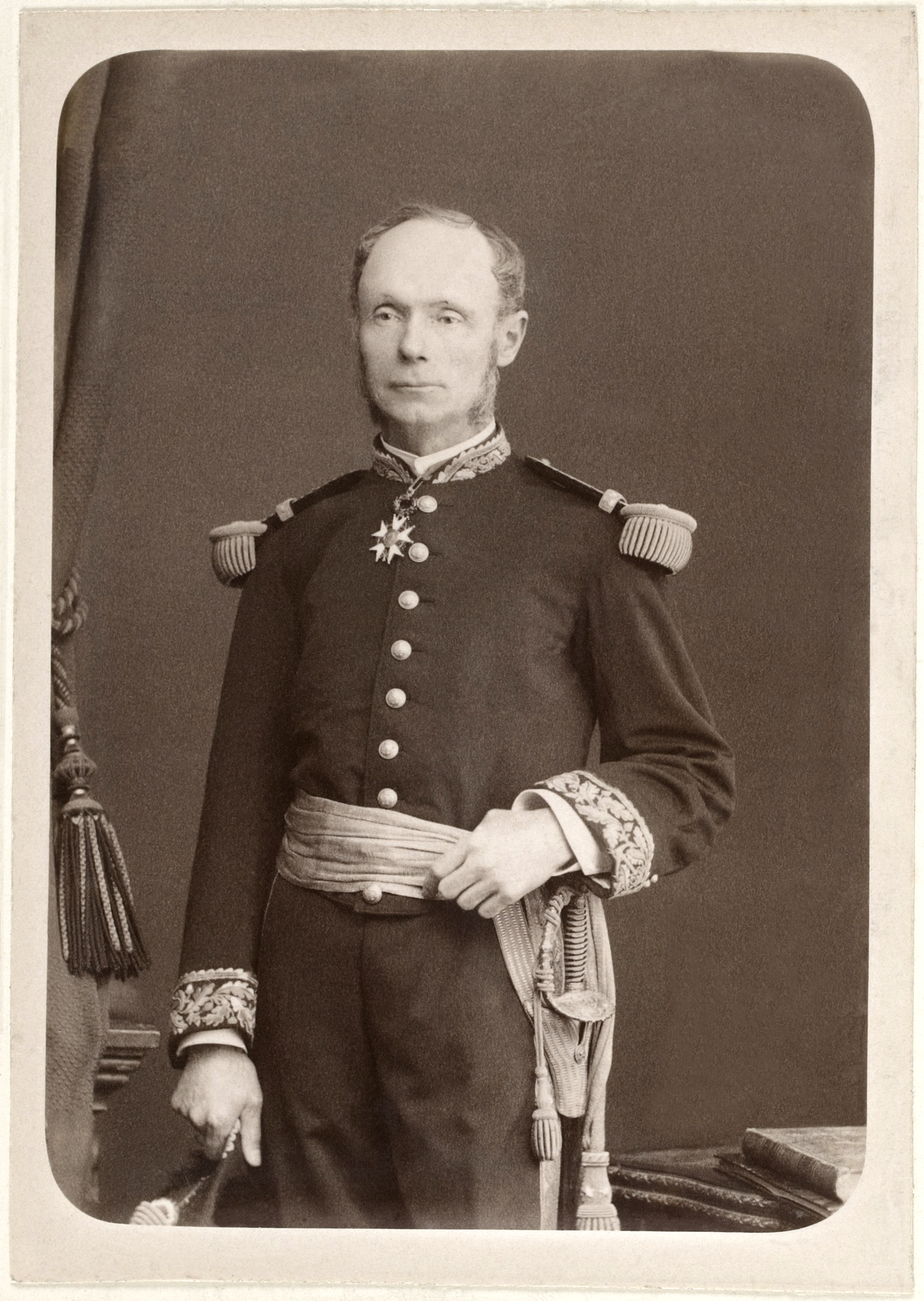
Amedée Courbet

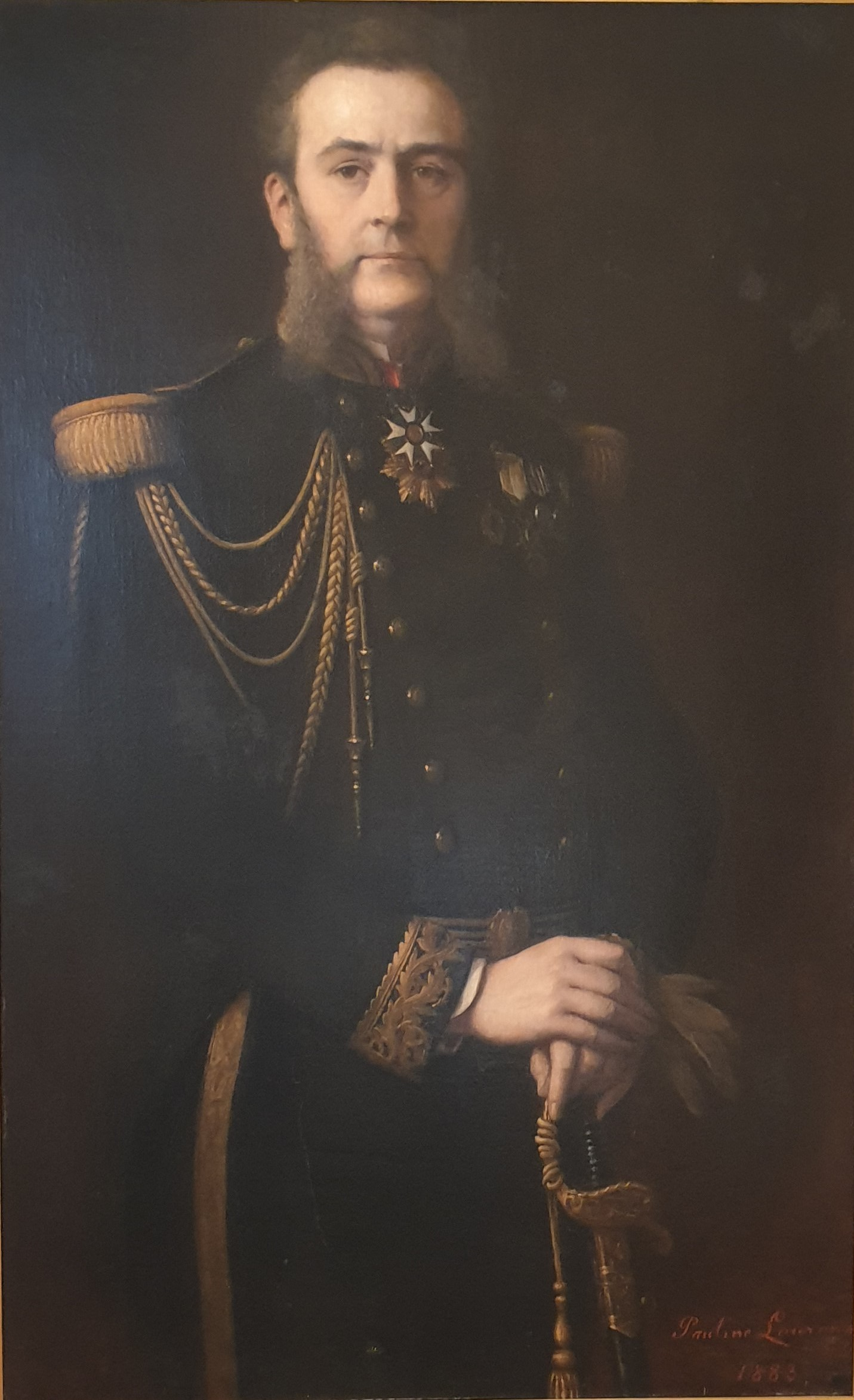
Gustave Besnard, in uniforme da capitano di vascello, 1883

### La marina militare francese nel Tonchino
Nel 1882, gli interessi francesi in Estremo Oriente erano protetti da due divisioni navali. La prima, la Divisione navale della Cocincina con base a Saigon, era responsabile del monitoraggio della navigazione costiera tra Singapore e lo stretto di Hainan e sui fiumi della Cochncina e della Cambogia. La seconda, la Divisione navale dell'Estremo Oriente con base Yokohama, pattugliava le coste della Cina e le acque tra la Cina e il Giappone e per questo motivo era nota anche come Divisione navale dei mari della Cina e del Giappone.
L'intervento di Henri Rivière nel Tonchino dell'aprile 1882, che portò alla presa di Hanoi, fu effettuato con navi della Divisione navale della Cocincina. Dopo la sconfitta e la morte di Rivière nella battaglia di Cầu Giấy del 19 maggio 1883, la Francia decise di rafforzare la sua presenza nel Tonchino e fu creata una divisione navale per pattugliare il golfo del Tonchino. Il comando della Divisione navale delle Coste del Tonchino (Division navale des Côtes du Tonkin) fu affidato al contrammiraglio Amédée Courbet. Fu anche istituita una Flottiglia del Tonchino, composta da alcuni avvisi e cannoniere, in preparazione delle operazioni di terra previste per l'estate del 1883. Questa flottiglia fu posta sotto la direzione del generale di brigata Alexandre-Eugène Bouët, commandant supérieur del Tonchino.

### Composizione della Squadra dell'Estremo Oriente
La Squadra dell'Estremo Oriente fu formalmente costituita il 27 giugno 1884, in risposta alla notizia dell'imboscata di Bắc Lệ, dall'accorpamento della Divisione navale delle Coste del Tonchino e della Divisione navale dell'Estremo Oriente. La divisione navale delle coste del Tonchino, al comando dell'ammiraglio Amédée Courbet dal luglio 1883, era composta dalle corazzate Bayard (nave ammiraglia) e Atalante, dall'incrociatore Châteaurenault, dalle fregate leggere Hamelin e Parseval, dalle cannoniere Lynx, Vipère e Aspic, dalle navi trasporto truppe Drac e Saône e dalle torpediniere n. 45 e n. 46. La Divisione navale dell'Estremo Oriente, al comando dell'ammiraglio Sébastien Lespès dal marzo 1884, era composta dalle corazzate La Galissonnière (nave ammiraglia) e La Triomphante, dagli incrociatori d'Estaing, Duguay-Trouin e Volta e dalla cannoniera Lutin. La nuova squadra fu posta sotto il comando di Courbet, con Lespès secondo in comando.
Nell'ottobre del 1884}}, la squadra fu rinforzata con l'arrivo degli incrociatori Rigault de Genouilly (dalla Stazione di Levante), Nielly (dalla Stazione del Oceano Indiano) e Champlain. Nel novembre del 1884, un quarto incrociatore, l'Éclaireur, arrivò dalla Stazione del Pacifico. Nel gennaio del 1885, si unirono alla squadra gli incrociatori Duchaffaut dalla Nuova Caledonia e La Pérouse dalla Francia continentale. Verso la fine del marzo 1885, l'incrociatore Kerguelen, trasferito dalla Stazione del Pacifico, si unì a sua volta alla squadra. Le forze navali francesi nel Tonchino furono significativamente rafforzate nella primavera del 1885 dall'arrivo degli incrociatori Fabert e La Clocheterie e della cannoniera Jaguar, precedentemente di stanza nella baia di Ha Long come parte della Flottiglia del Tonchino.
Nell'aprile del 1885, la squadra fu rinforzato dall'arrivo di una terza divisione navale, partita dalla Francia nel gennaio del 1885 al comando del contrammiraglio Henri Rieunier. La divisione di Rieunier era composta dalla corazzata Turenne (nave ammiraglia), dagli incrociatori Magon, Primauguet e Roland e dalle cannoniere Comète e Sagittaire. Questa terza divisione navale era accompagnata dalle torpediniere n. 44 e n. 45 e dall'incrociatore ausiliario Château-Yquem, una nave civile noleggiata e armata dal governo francese per la durata delle ostilità contro la Cina. La divisione di Rieunier giunse a destinazione troppo tardi per prendere parte attiva alle operazioni navali, ma alcune delle sue navi avrebbero partecipato al blocco del Fiume Azzurro tra l'aprile e il giugno del 1885.
Ricapitolando, nell'aprile 1885, alla fine della guerra franco-cinese, la squadra dell'Estremo Oriente era composta dalle seguenti navi:
- corazzate: Bayard, La Galissonnière, Turenne, Triomphante, Atalante
- incrociatori di 1ª classe: Duguay-Trouin, Villars, d'Estaing, La Pérouse, Nielly, Magon, Primauguet, Roland
- incrociatori di 2ª classe: Champlain, Châteaurenault, Éclaireur, Rigault de Genouilly.
- Incrociatori di 3ª classe: Kerguelen, Volta, Duchaffaut.
- avviso-trasporto: Saône
- cannoniere: Lutin, Vipère, Lynx, Comète, Sagittaire, Aspic, Jaguar
- trasporti di 1ª classe: Annamite, Tonchino
- Incrociatori ausiliari: Château-Yquem
- torpediniere di 2ª classe: n. 44, n. 45, n. 46 e n. 50[7].

L'ammiraglio Courbet morì a bordo della sua nave ammiraglia Bayard nel porto di Makung, sulle isole Pescadores, l'11 giugno 1885. Fu sostituito alla testa della squadra dal contrammiraglio Sébastien Lespès (comandante in capo dall'11 giugno 1885 al 1º dicembre 1885). Il 25 luglio 1885, il governo francese ristabilì la Divisione navale dell'Estremo Oriente come era nel 1883. La divisione, al comando del contrammiraglio Lespès, con il contrammiraglio Henri Rieunier come comandante in seconda, era allora composta dalle corazzate La Galissonnière (nave ammiraglia), Turenne (corazzata con bandiera del contrammiraglio Rieunier) e Triomphante, dagli incrociatori La Pérouse, Primauguet, Champlain e Roland, e dalle cannoniere Vipère e Sagittaire . Le altre navi tornarono in Francia, furono trasferite nel Tonchino o inviate ad altre stazioni navali francesi in tutto il mondo.

### Operazioni

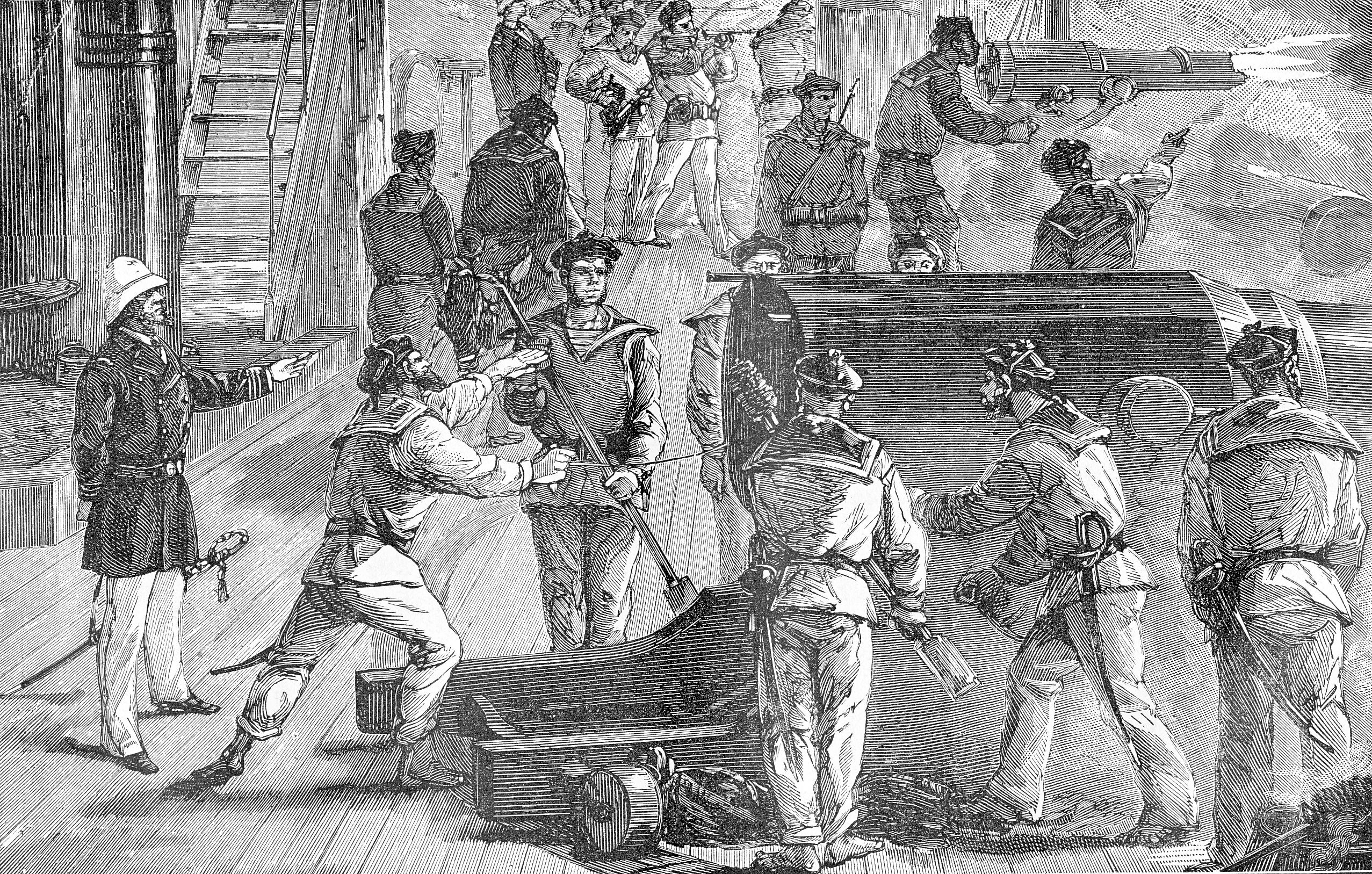
La Galissonnière in action at Keelung, 5 August 1884.

La Squadra dell'Estremo Oriente fu coinvolta in diverse occasioni nei combattimenti della guerra franco-cinese. La corazzata La Galissonnière, l'incrociatore Villars e la cannoniera Lutin parteciparono al bombardamento di Keelung il 5 agosto 1884, al comando del contrammiraglio Lespès. La forza di sbarco inviata da Lespès nel pomeriggio del 5 agosto 1884 per occupare Keelung era composta dalle compagnie da sbarco del Bayard e del Villars, sotto il rispettivo comando del capitano di fregata Martin e tenente di vascello Jacquemier. Entrambe le compagnie furono attaccate da forze cinesi numericamente superiori la mattina del 6 agosto 1884 e dovettero ritirarsi combattendo verso la costa, dove furono reibarcate. Le perdite francesi in questa operazione ammontarono a 2 morti e 11 feriti.
Altre navi parteciparono alla battaglia di Fuzhou (23 agosto 1884), a diverse operazioni durante la campagna di Keelung, compresi gli sbarchi a Keelung e Tamsui (1-8 ottobre 1884), al blocco di Formosa (ottobre 1884-aprile 1885), alla battaglia di Shipu (14 febbraio 1885), alla battaglia di Zhenhai (1º marzo 1885), alla campagna delle Pescadores (marzo 1885) e al "blocco del riso" sul Fiume Azzurro (marzo-giugno 1885). Vi furono anche alcuni scontri isolati. La fregata leggera Parseval, inviata a Shanghai nell'estate del 1884 per osservare i movimenti della Flotta cinese dei mari del sud, riuscì a fuggire di notte sotto il fuoco dei forti di Wusong nel settembre 1884.

### Perdite
Nessuna delle navi della squadra fu persa in battaglia, ma molte furono perse per altre cause.
La fregata leggera Hamelin (capitano di fregata Roustan) si incagliò nel fiume Min nel luglio del 1884 e fu costretta a tornare in Francia per le riparazioni.
Tredici marinai morirono per le ustioni a bordo dell'incrociatore Rigault de Genouilly il 15 novembre 1884 a causa dell'esplosione di una caldaia.
La torpediniera n. 45, che combatté nella battaglia di Fuzhou, andò perduta in mare il 21 marzo 1885 mentre si dirigeva verso Ningbo per unirsi alle navi francesi che bloccavano la foce del fiume Yangtze. Anche la torpediniera n. 46, che attaccò e affondò la corvetta cinese Yangwu durante la battaglia di Fuzhou, andò perduta in mare al largo di Makung il 30 aprile 1885, poco dopo la fine delle ostilità. Queste torpediniere furono entrambe perse mentre erano a rimorchio (rispettivamente dalla Châteaurenault e dalla d'Estaing): in entrambe le occasioni i naufragi sono avvenuti dopo che le funi di traino si erano spezzate. Non sono segnalati morti o feriti a seguito di questi incidenti.
Le perdite tra i marinai degli equipaggi e le compagnie di truppe da sbarco furono basse. La squadra subì poche perdite durante la battaglia di Fuzhou e la discesa del fiume Min. Le perdite furono più significative l'8 ottobre 1884 durante lo sbarco a Tamsui, nella campagna di Keelung. Le perdite durante la battaglia di Shipu furono basse. Alcuni marinai morirono di colera durante i quattro mesi di occupazione delle isole Pescadores seguiti alla campagna delle Pescadores.

## Navi della Squadra dell'Estremo Oriente

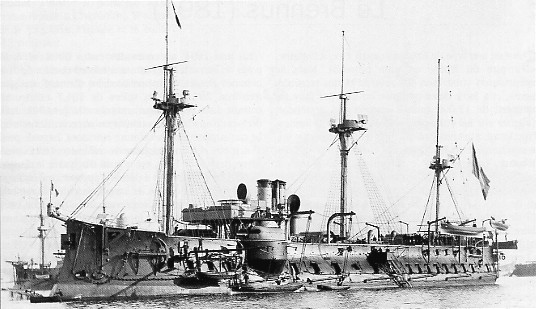
Bayard, ammiraglia di Courbet
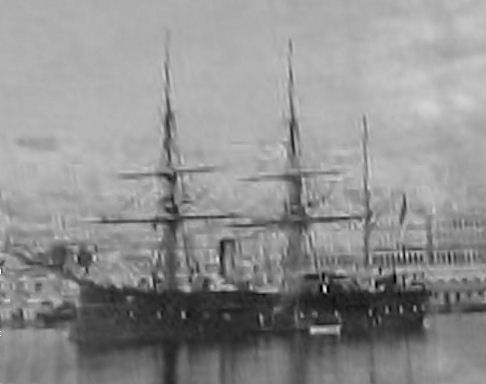
Atalante
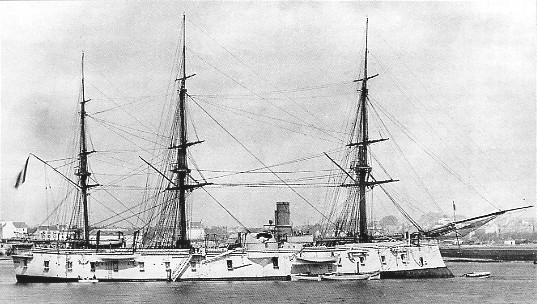
La Galissonnière
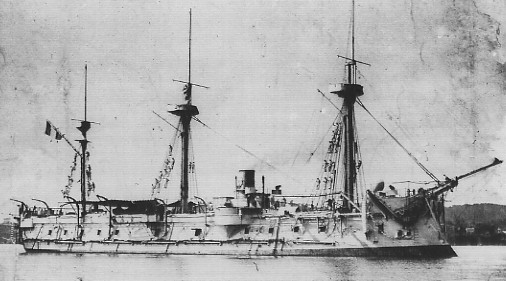
Triomphante
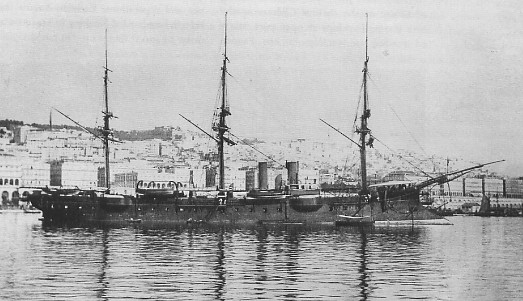
Duguay-Trouin
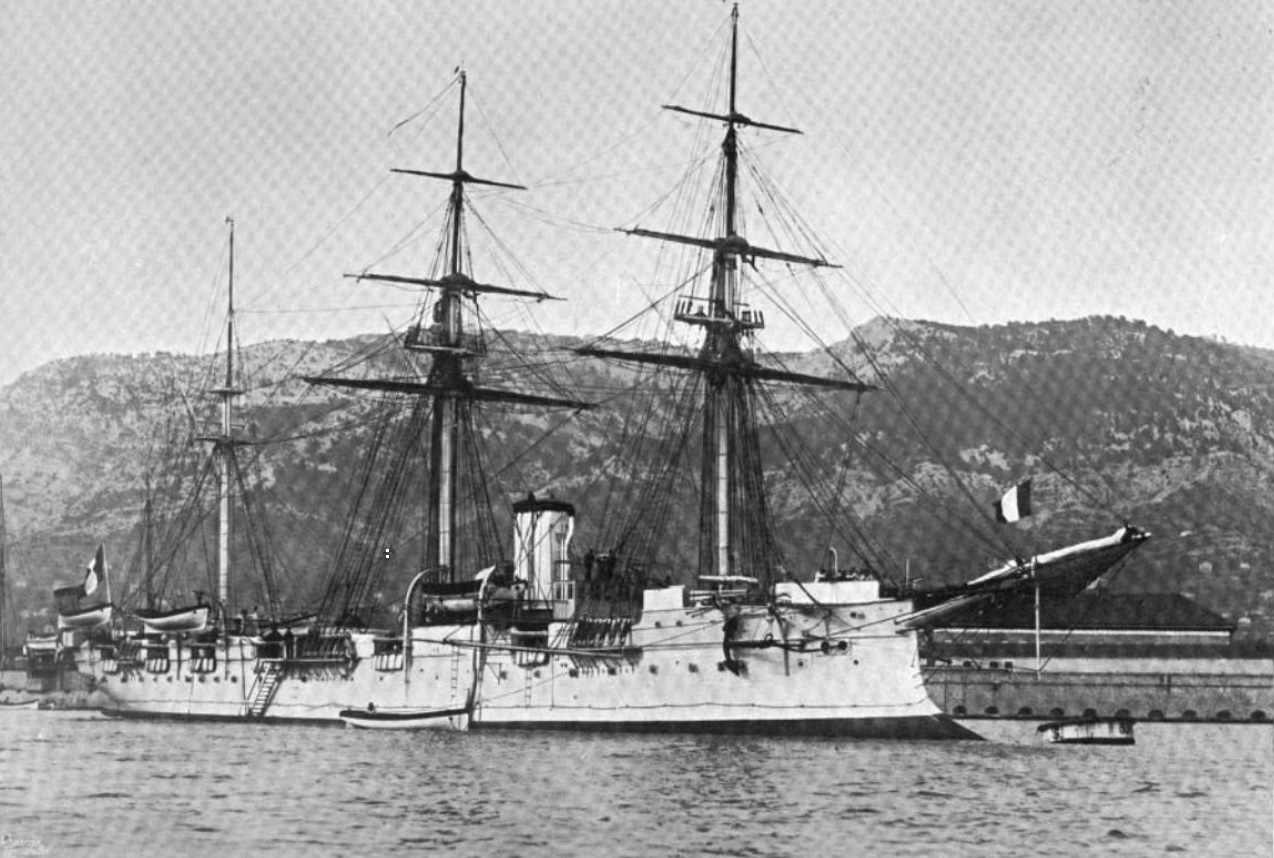
La Pérouse
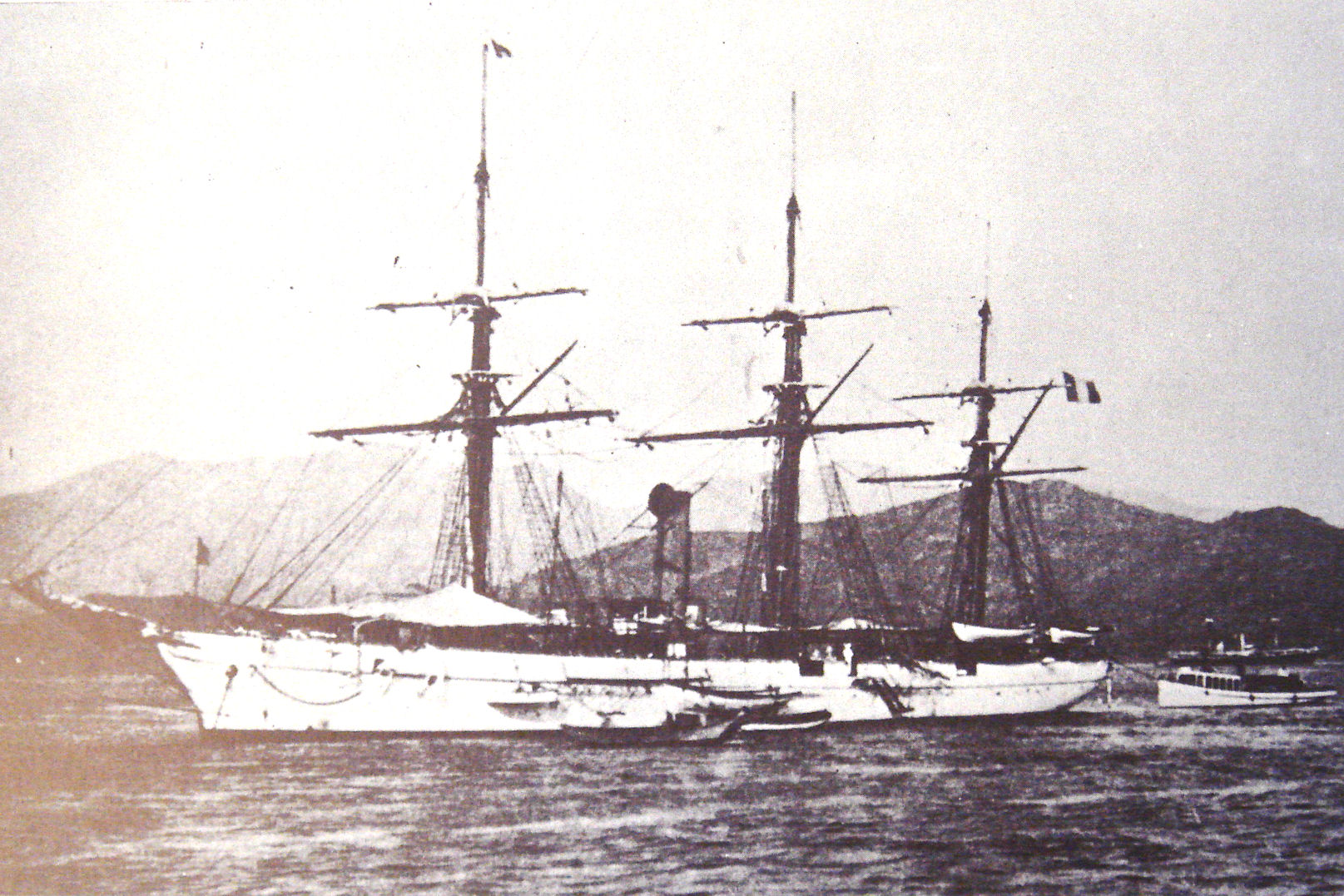
Volta
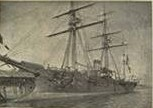
Nielly
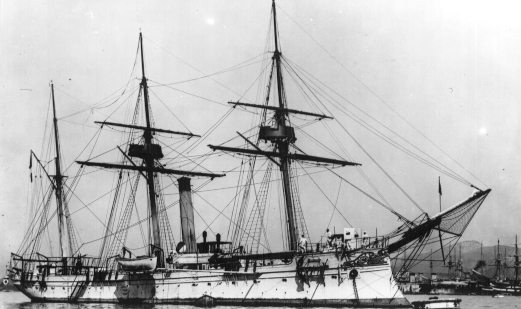
Parseval
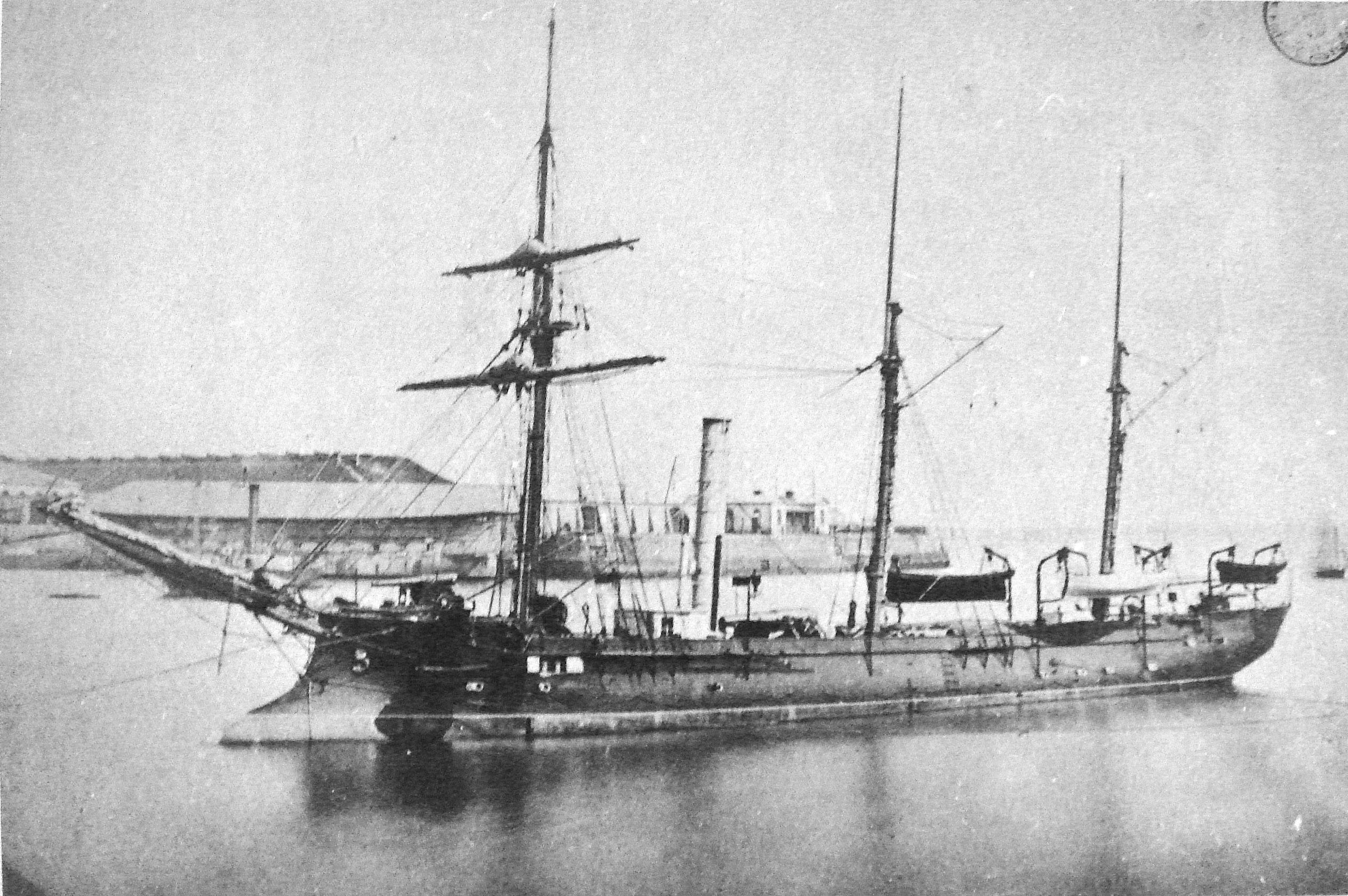
Lutin
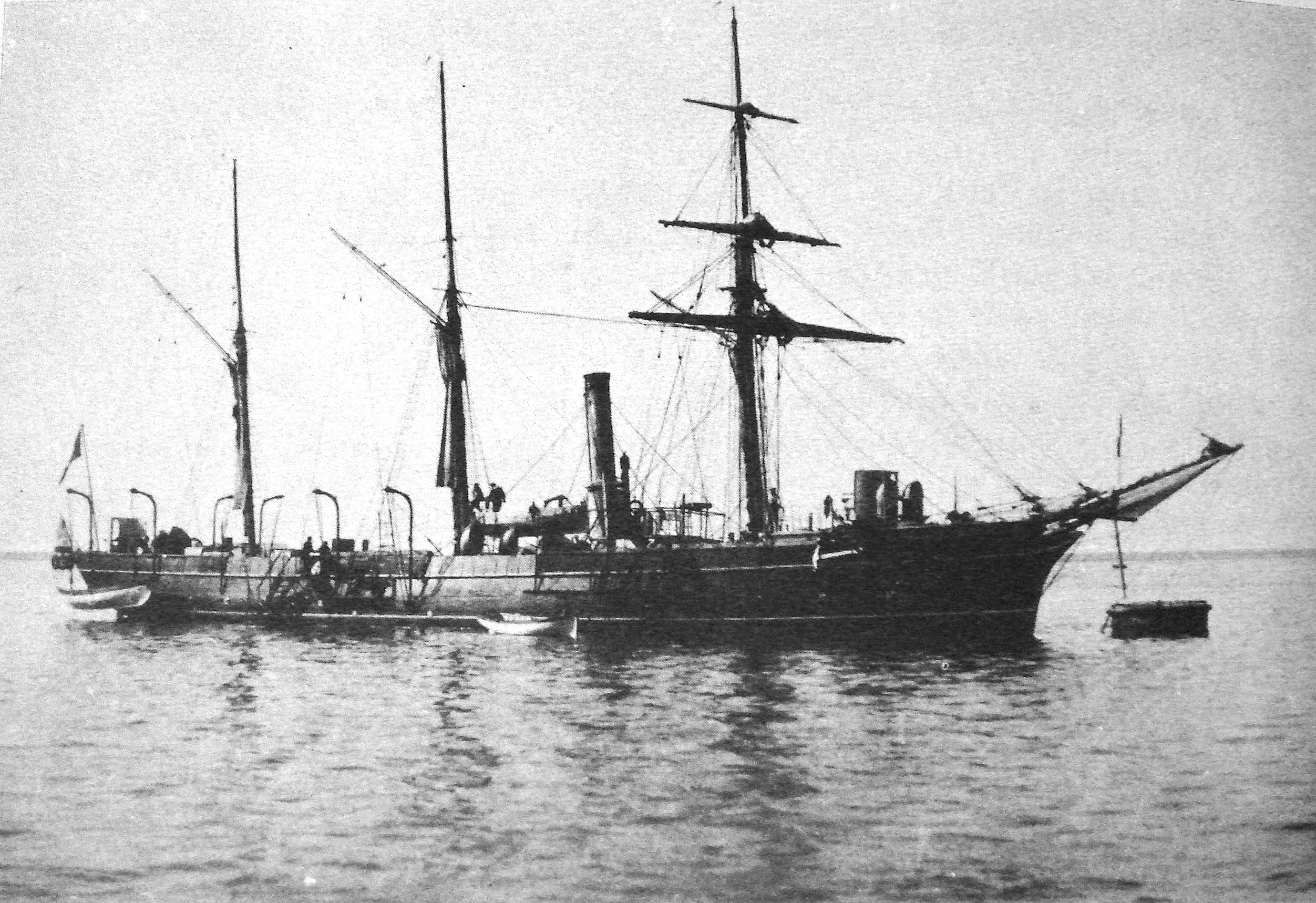
Comète
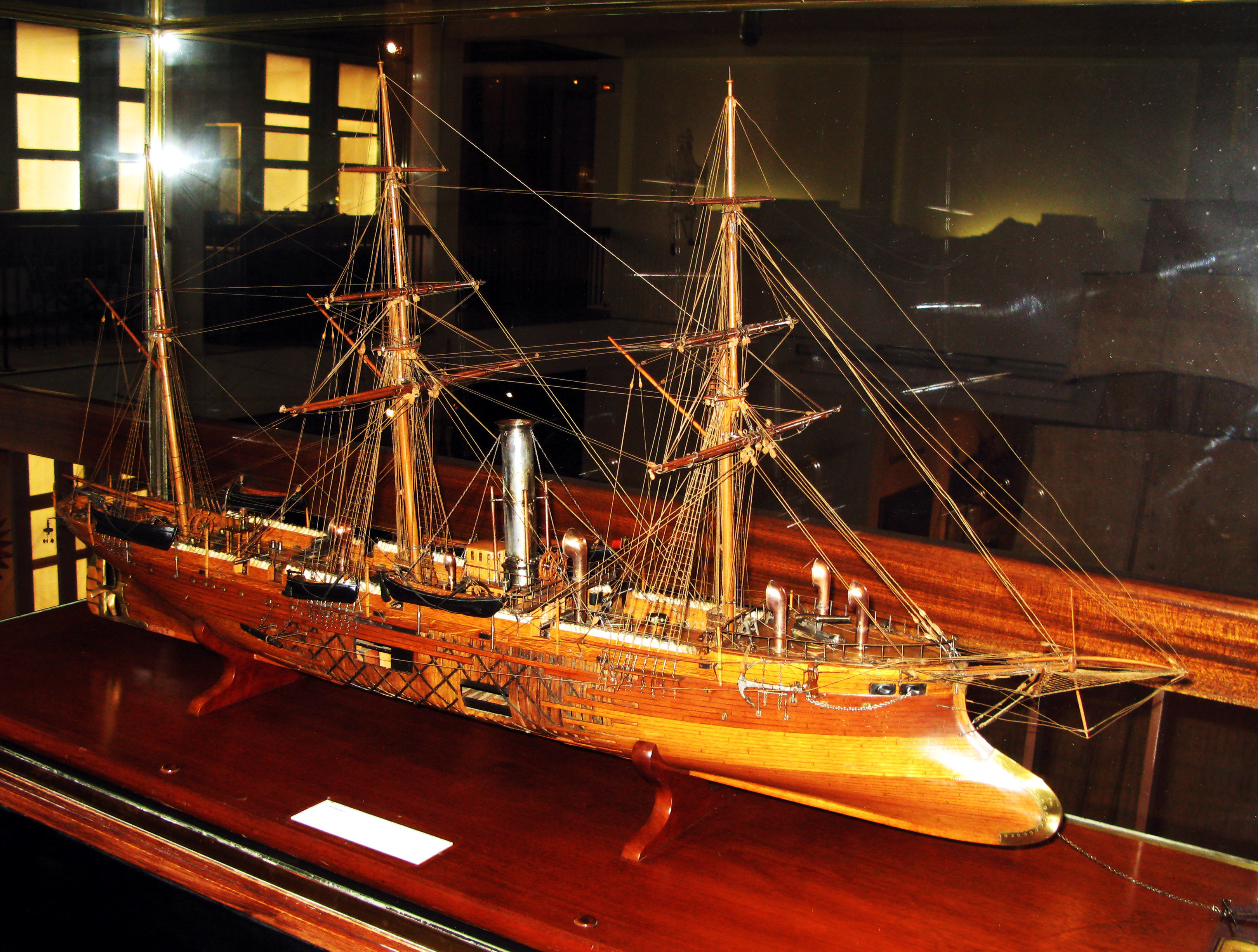
Éclaireur

## Alcuni comandanti della Squadra dell'Estremo Oriente

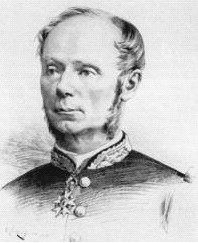
Viceammiraglio Amédée Courbet (1827-1885), comandante in capo dal 1º luglio 1884 all'11 giugno 1885
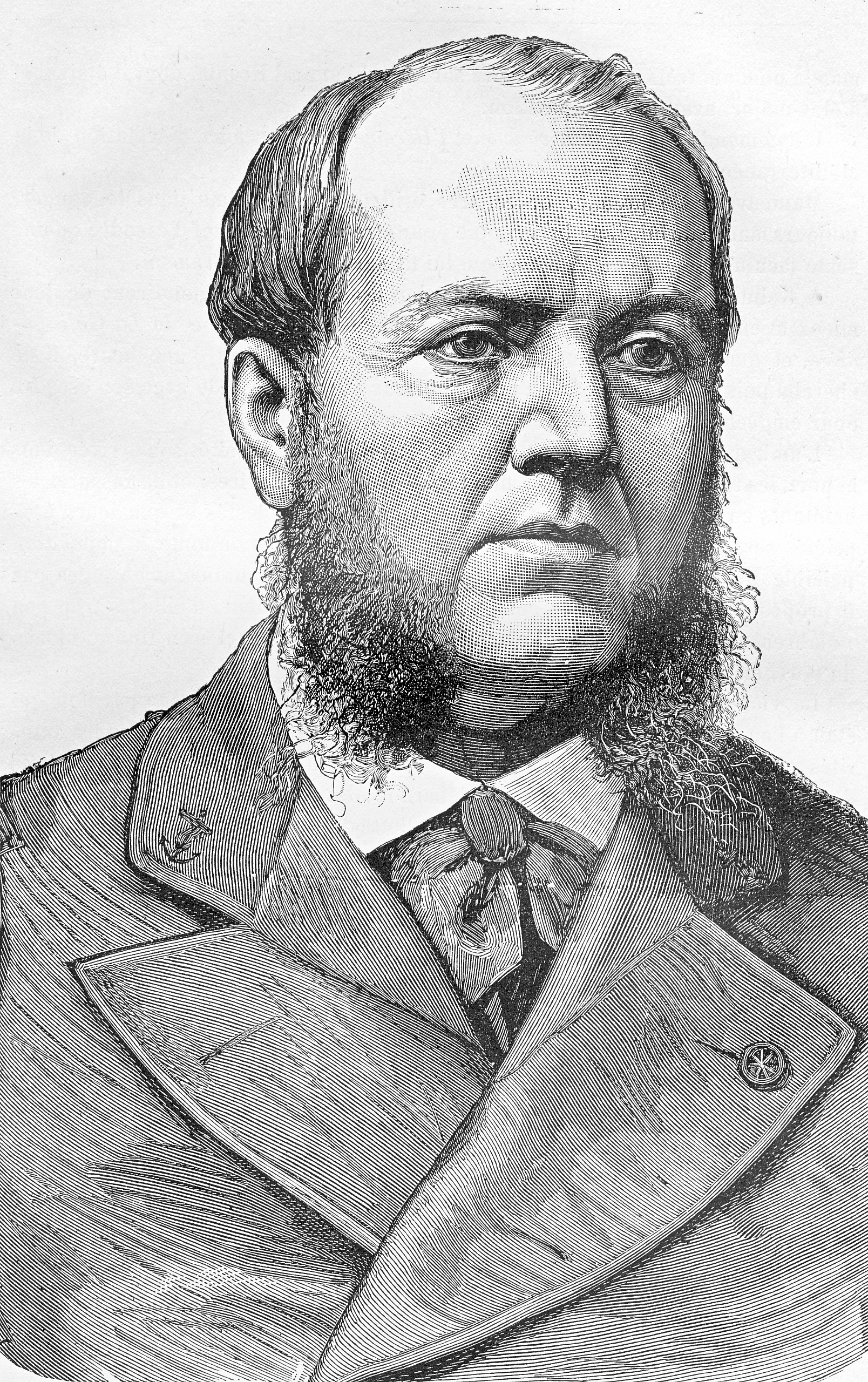
Contrammiraglio Sébastien Lespès (1828-1897), comandante in capo dal 10 marzo 1884 al 1º luglio 1884, e dall'11 giugno 1885 al 1º dicembre 1885
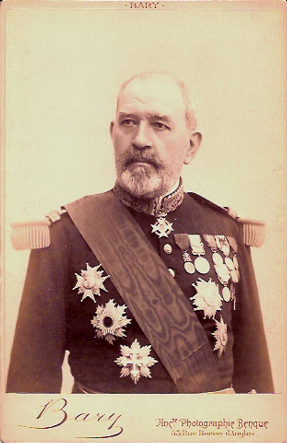
Contrammiraglio Henri Rieunier (1833-1918), comandante in capo della Divisione navale dell'Estremo Oriente dal 1º dicembre 1885 al 22 febbraio 1887
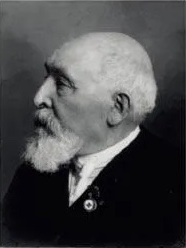
Contrammiraglio Théodore Edmond Dupuis (1833-1911) comandante in capo dal 4 febbraio 1894 al 20 gennaio 1895
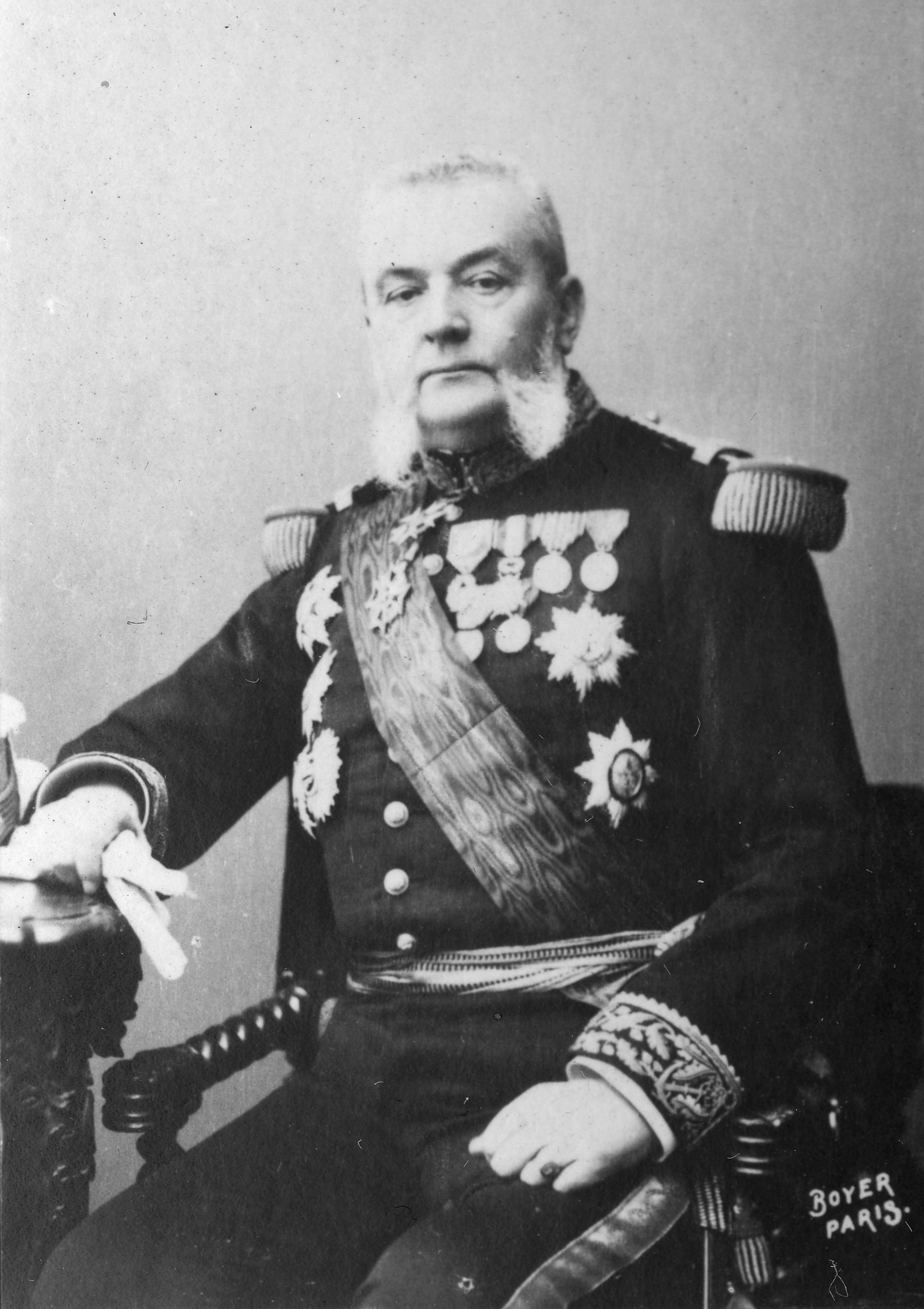
Contrammiraglio Gustave Besnard (1833-1903), comandante in capo della Divisione navale dell'Estremo Oriente dal 22 febbraio 1890 al 3 febbraio 1892